# سيلفيا نايد
سيلفيا نايد (بالألمانية: Silvia Neid)‏ (2 مايو 1964 بفالدورن في ألمانيا - ) هي مدربة كرة قدم ولاعبة كرة قدم ألمانية في مركز الوسط، شاركت في الألعاب الأولمبية الصيفية 1996. وشاركت مع منتخب ألمانيا لكرة القدم للسيدات. أما مع النوادي، فقد لعبت مع SC Klinge Seckach ‏ وسبورت فرند زيغن ‏ وSV Bergisch Gladbach 09 ‏ وSportfreunde Siegen ‏.

## وصلات خارجية
- سيلفيا نايد على موقع الاتحاد الدولي (مؤرشف)  (الإنجليزية)
- سيلفيا نايد على موقع الاتحاد الأوربي (الإنجليزية)
- سيلفيا نايد على موقع قاعدة بيانات كرة القدم.إي يو (الإنجليزية)
- سيلفيا نايد على موقع Soccerway.com (الإنجليزية)
- سيلفيا نايد على موقع عالم كرة القدم.نت (الإنجليزية)
- سيلفيا نايد على موقع أوليمبيديا (الإنجليزية)